# Ernst Nadherny
Ernst Julius Johann Franz baron von Nadherny (28. prosince 1885 Vídeň – 24. února 1966 tamtéž) byl rakouský herec a zpěvák z českého šlechtického rodu Nádherných z Borutína.

## Rodina
Pocházel z mladší rakouské linie rodu Nádherných, jeho otcem byl František Nádherný z Borutína (Franz von Nadherny, 1853–1919), matka byla Anna Habit (1881–1913). Jeho první manželka byla Marthe Merkel (1885–1940), se kterou měl syna (Günther Nadherny, 1916–1997). Po smrti první manželky se znovu oženil s Amálií Panholzer (1903–1966).

## Život
Studoval gymnázium a po jeho ukončení studoval práva na univerzitě ve Vídni. V mládí hrál na klavír. V první světové válce sloužil u dělostřelectva v armádě Rakousko-Uherska v hodnosti poručíka.
Po skončení války se začal plně věnovat divadlu. První filmovou roli získal v padesáti letech ve filmu Deník milenky (Tagebuch der Geliebten, 1935). Ve stejném roce, kdy točil film Deník milenky, byl s dalšími herci v Itálii a zde zaujal Goffreda Alessandriniho (1904–1978), který mu nabídl roli rakouského barona ve filmu Cavalleria. Po obsazení Rakouska Německem se stáhl do ústraní; bydlel v Karlových Varech a zde hrál v místním divadle a současně hostoval v Plzni. V roce 1942 se vrátil do Vídně, kde převzal jako ředitel Bürgertheater. Od roku 1953 se opět věnoval filmu.

## Filmografie
- 1935: Tagebuch der Geliebten (Deník milenky)
- 1936: Cavalleria
- 1937: Millioräre
- 1939: Leinen aus Irland
- 1939: Unsterblicher Walzer
- 1939: Hotel Sacher
- 1939: Hochzeitsreise zu dritt
- 1940: Ein Leben lang
- 1942: Wien 1910
- 1944: Schrammeln
- 1953: Der Verschwender
- 1954: Sehnsucht
- 1954: Die Perle von Tokay
- 1954: Mädchenjahre einer Königin
- 1957: Scherben bringen Glück
- 1958: Der veruntreute Himmel
- 1960: Schicksals-Sinfonie
- 1963: Ferien vom Ich